# بناكوة
بناكوة (بالفارسية: بناکوه) هي منطقة سكنية تقع في Charuymaq-e Jonubesharqi Rural District في إيران.